# Fumanya (Sant Martí d'Albars)
Fumanya és una obra de Sant Martí d'Albars (Lluçanès) inclosa a l'Inventari del Patrimoni Arquitectònic de Catalunya.

## Descripció
Edifici de planta rectangular amb algunes dependències annexes orientat cap al migdia. Està fet de grans carreus de pedra i cobert a dues aigües amb teula àrab. Està estructurat en planta baixa i dos pisos superiors. A la façana principal hi ha un portal d'arc de mig punt adovellat i a dues de les finestres es veuen gravades a la llinda les dates de 1637 i 1700. Davant de la construcció hi ha una lliça o pati de grans dimensions.

## Història
Al segle xii el mas de Fumanya depenia del monestir de Lluçà ja que aquest hi tenia una batllia de sac. El 1381 se cita a Bernat de Fumanya en un deute que havia de pagar al castell de Lluçà. En un document del 2 de novembre de 1406 hi consta com a cap de casa, súbdit del monestir de Lluçà, en Fuymana o Fumanya. La casa està força documentada a partir del 1606 i es conserven alguns pergamins.